# سنجای خان
سنجای خان (هندی: संजय ख़ान؛ زادهٔ ۳ ژانویهٔ ۱۹۴۱) کارگردان فیلم، هنرپیشه، و تهیه‌کننده فیلم اهل هند است.
از فیلم‌ها یا برنامه‌های تلویزیونی که وی در آن نقش داشته‌است می‌توان به انتقام، شمشیر تیپو سلطان، طلای نقره‌ای، عبدالله، حقیقت، یک گل دو باغبان و مه اشاره کرد.